# Polevskoi
Polevskoi (ru. Полевской) este un oraș din regiunea Sverdlovsk, Federația Rusă, cu o populație de 66.761 locuitori.